# 金英淑
金 英淑（キム・ヨンスク、김영숙、1947年)は、朝鮮民主主義人民共和国（北朝鮮）の第2代最高指導者金正日の3番目の妻である。金日成が公認したため、金正日の正式の妻という形になっている。

## 略歴
朝鮮人民軍の高官の娘として生まれる。咸鏡南道の安全局でタイピストをしていたところを金日成に認められ、金正日と結婚した。娘が２人おり、金雪松、金春松である。
しかし、金正日が愛人の高容姫に寵愛の軸足を移すにつれて、その存在は薄れていき、表舞台からは姿を消している。